# بنجامين إيوينغ
بنجامين إيوينغ هو سياسي كندي، (و. العقد 1770  م).